# Pie-grièche de Souza
Lanius souzae
Espèce
Statut de conservation UICN

 LC  : Préoccupation mineure
La Pie-grièche de Souza (Lanius souzae) est une espèce de passereaux appartenant à la famille des Laniidae.

## Répartition
Son aire s'étend à travers le miombo.

## Habitat
Elle habite les savanes sèches.

## Sous-espèces
D'après Alan P. Peterson, il en existe 3 sous-espèces :
- Lanius souzae burigi Chapin 1950
- Lanius souzae souzae Bocage 1878
- Lanius souzae tacitus Clancey 1970